# 舒云
舒云（1954年—），中国报告文学作家，汉族，中共党员。北京广播电视大学中文系毕业，1991年毕业于解放军艺术学院文学系。1969年参加内蒙古生产建设兵团，1972年应征入伍，曾在兰州军区空军电话连、兰州空军医院、北京总政治部门诊部、北京军区政治部编研室及组织部工作。1992年加入中国作家协会。后期发表了多篇林彪专著。

## 著作
- 《天安门下的握手》（长篇报告文学）济南出版社，1992年6月，ISBN 7-80572-582-9。
- 《中国十元帅·聂荣臻》（中篇传记）四川人民出版社，2004年2月。出至第2版。
- 《京城雷锋孙茂芳》（报告文学集）解放军文艺出版社，1994年10月。
- 《聂荣臻传》（长篇传记作者之一）当代中国出版社，1994年12月，ISBN 7-80092-337-1。
- 《危城之鉴》（长篇报告文学）台湾伟博文化事业有限公司，1995年2月，ISBN 9579963711。
- 《中南海秘闻》（长篇报告文学）长征出版社，1995年10月，ISBN 7-80015-356-8。
- 《界碑恋》（长篇报告文学）军事科学出版社，1995年12月，ISBN 780021937。
- 《中央警备团》（长篇报告文学）西安出版社，1996年1月。
- 《从西柏坡到中南海》（长篇报告文学）长征出版社，1996年1月。出至第2版。
- 《啊！女兵》（长篇报告文学），河南人民出版社，1996年5月，ISBN 7215035840。
- 《中国女兵揭秘》（长篇报告文学）中国档案出版社，1996年7月。
- 《红都纪事》（长篇报告文学）河南人民出版社，1996年10月，ISBN 7-215-03865-3。
- 《石破天惊：解放石家庄纪实》（长篇报告文学）军事科学出版社，1997年1月，ISBN 7-80137-045-7。
- 《大将罗瑞卿》（长篇报告文学） 解放军文艺出版社1998年1月，ISBN 7-5033-0945-8。
- 《凯旋太原》（长篇报告文学）军事科学出版社，(未出版)。
- 《卫戍中南海》（长篇报告文学）远方出版社，1998年10月，ISBN 780595476301。
- 《中国1992：南国春早》（长篇报告文学）解放军出版社，1999年1月，ISBN 7-5065-3599-8。
- 《开国纪事》（长篇报告文学）解放军文艺出版，1999年1月，ISBN 7-5033-1035-9。
- 《百战将星杨勇》（长篇报告文学）解放军文艺出版社，1999年9月，ISBN 7-5033-1118-5。
- 《金鸡破晓: 共和国诞生前后的外交》（长篇报告文学）河南文艺出版社，2000年10月，ISBN 7806232117。
- 《红都秘事》（长篇报告文学）长征出版社，2001年5月第2版，ISBN 7800153568。
- 《罗瑞卿大将》（长篇报告文学）解放军文艺出版，2005年5月，ISBN 7-5033-1827-9。
- 《北大女生》（长篇报告文学）（未出版）
- 《狱中桃花源》（长篇报告文学）（未出版）
- 《神六背后的故事》（长篇报告文学）华文出版社，2005年10月，ISBN 7-5075-1942-2。
- 《林彪事件完整调查》（长篇报告文学）香港明镜出版社，2006年8月。出至第3版。ISBN 1-932138-42-0。
- 《林彪画传》（长篇图文传记），香港明镜出版社，2007年5月。出至第3版，ISBN 978-1-932138-55-9。
- 《林彪日记》李德、舒云 编，明镜出版社，2009年9月，ISBN 978-1-932138-98-6。

## 散文
- 《开国大典花絮》选入《读者文摘精萃·下半年》甘肃人民出版社，1989年。
- 《政协会议上的趣闻轶事》选入《建国秘录》团结出版社，1994年。
- 《他发现了雷锋》选入《最后的采访》珠海出版社，1995年12月。
- 《沈钧儒和他的女婿范长江》选入《名流写真》，南海出版公司，1998年3月。
- 《傅作义和他的女儿》选入《炎黄春秋精品书系》南海出版公司，1998年3月。
- 《中国宇航员准备出征》选入《2001中国年度最佳报告文学》漓江出版社，2002年。
- 《东方蘑菇云》选入《2002年中国年度最佳报告文学》漓江出版社，2003年。
- 《噩梦九一三》选入《2002年中国报告文学精选》长江文艺出版社，2003年1月。
- 《中国在没有硝烟的战场上》选入《2003年最佳报告文学》漓江出版社，2004年2月。
- 《健康的钥匙送给你》选入《现实中国》东方出版社，2004年5月。
- 《九一三事件谜中之谜》《噩梦九一三》选入《重审林彪罪案》香港明镜出版社，2004年7月。出至第2版。
- 《一份用生命写出的内参》选入《共和国风云》上海古籍出版社，2004年12月。
- 《1972，内蒙古知青的亡灵》选入《共和国风云》上海古籍出版社，2004年12月。
- 《毛泽东延安数次遇险》选入《红色英杰》上海古籍出版社，2004年12月。
- 《再探五七一工程之谜》选入《2004中国报告文学年选》花城出版社，2005年1月。
- 《九一三事件中的飞行员潘景寅》选入《人物述往》上海辞书出版社，2005年12月。
- 《陈锡联回忆邓小平》选入《邓小平写真》上海辞书出版社，2005年12月。
- 《1970年庐山会议内幕》选入《2005中国报告文学年选》花城出版社，2006年1月。
- 《高考殇》选入《2005中国报告文学》人民文学出版社，2006年1月。
- 《为林彪元帅辩护》选入《百年林彪》香港明镜出版社，2007年11月。出至第2版。